# Anwar as-Sadat
Muhammad Anwar as-Sadat (arab. أنور السادات; ur. 25 grudnia 1918 w Mit Abu al-Kaum (Mit Abu el-Kom), zm. 6 października 1981 w Kairze) – egipski wojskowy i polityk, prezydent kraju w latach 1970–1981. Laureat Pokojowej Nagrody Nobla w 1978 roku (wspólnie z Menachemem Beginem).
Był członkiem organizacji Wolnych Oficerów, wziął udział w rewolucji 1952. Całkowicie lojalny wobec jej przywódcy Gamala Abdel Nasera, nie odgrywał czołowej roli w nowej, wywodzącej się z armii elicie władzy, kojarzony był z jej prawicowym skrzydłem. Dopiero w 1960 objął urząd przewodniczącego parlamentu (Zgromadzenia Narodowego), od 1968 zasiadał we władzach jedynej legalnej partii egipskiej – Arabskiej Unii Socjalistycznej, w 1969 został wiceprezydentem Egiptu. W roku następnym, po śmierci Nasera, z urzędu objął tymczasowo obowiązki głowy państwa, po czym po wygranych wyborach pozostał na urzędzie. Uważany był wówczas za prezydenta przejściowego, pozbawionego własnego zaplecza politycznego. Utrzymał się jednak przy władzy, pozbawiając wpływów lewicową frakcję na czele z Alim Sabrim. Od 1972 stopniowo wycofywał się z naserowskiej lewicowej polityki gospodarczej na rzecz programu infitah (arab. otwarcie). Liberalizacja gospodarki doprowadziła nie tylko do szybkiego wzrostu ekonomicznego kraju, ale i, wbrew jego intencjom, do powstania niespotykanych w czasach jego poprzednika nierówności społecznych.
W 1973 as-Sadat rozpoczął wojnę przeciwko Izraelowi, której celem było odzyskanie ziem utraconych w 1967 w wojnie sześciodniowej. W 1978 as-Sadat i Begin otrzymali wspólnie Pokojową Nagrodę Nobla.
Pogarszające się relacje prezydenta z organizacjami islamistycznymi (w tym największą – Stowarzyszeniem Braci Muzułmanów), które wrogo przyjęły pokojowy kurs polityki zagranicznej as-Sadata, doprowadziły do delegalizacji tychże ugrupowań i aresztowania ich liderów w 1981. 6 października tego samego roku Anwar as-Sadat został zamordowany przez fundamentalistów z organizacji Egipski Dżihad podczas parady wojskowej.
13 grudnia 2018 - „w uznaniu jego osiągnięć i bohaterskich działań na rzecz dochodzenia do kompleksowego pokoju na Bliskim Wschodzie” - Kongres Stanów Zjednoczonych uhonorował go pośmiertnie Złotym Medalem Kongresu (Congressional Gold Medal) - jednym z najwyższych odznaczeń cywilnych w Stanach Zjednoczonych. 

## Życiorys

### Młodość, edukacja i wczesna działalność
Pochodził z wiejskiej rodziny z delty Nilu, jednak od szóstego roku życia żył razem z rodzicami w Kairze, gdzie jego ojciec uzyskał pracę jako urzędnik niższego szczebla w wojskowym szpitalu. Jego matka pochodziła z Sudanu. Był jednym z trzynaściorga dzieci.
W 1936 został przyjęty do Królewskiej Akademii Wojskowej. W czasie studiów poznał Gamala Abdela Nasera, Abd al-Hakima Amira, Zakarijję Muhji ad-Dina oraz Abd al-Latifa Baghdadiego, którzy podobnie jak on wyrażali poglądy nacjonalistyczne i antybrytyjskie. Po ukończeniu szesnastomiesięcznego kursu Akademii razem z Naserem i ad-Dinem został skierowany do garnizonu w Mankabadzie. Jak wspominał sam as-Sadat, jeszcze przed 1939 młodzi oficerowie utworzyli pierwszą tajną organizację antybrytyjską i narodową, która jednak istniała krótko z powodu trudności w komunikacji między wojskowymi z odległych garnizonów. Przyszły prezydent twierdził również, że w 1939 stał na czele grupy popierającej III Rzeszę, przeciwko Wielkiej Brytanii, w wojnie w Afryce Północnej. Organizacja ta miała zostać zainspirowana przez gen. Aziza Alego al-Masriego oraz przez Stowarzyszenie Braci Muzułmanów. Latem 1942 as-Sadat kontaktował się z dwoma agentami niemieckimi – Hansem Epplerem i Monkasterem, jednak zostali szybko aresztowani. Trafił początkowo do więzienia, następnie był internowany w Al-Minja, w 1944 dwukrotnie zbiegł z miejsca internowania. Według swoich wspomnień w czasie odosobnienia stracił kierownicze stanowisko w organizacji oficerskiej na rzecz Nasera (o tym, by ten był wcześniej zaangażowany w ruch antybrytyjski, nie wiadomo). Następnie as-Sadat trafił do więzienia ponownie i został z niego zwolniony w 1947.

### Ruch Wolnych Oficerów i rewolucja 1952 r.
As-Sadat od 1950 należał do komitetu kierującego podziemną organizacją Wolnych Oficerów i wziął udział w przeprowadzonym przez nią 23 lipca 1952 zamachu stanu, po czym wszedł do utworzonej po nim Rady Rewolucyjnych Dowódców. Po zdobyciu przez spiskowców kwatery głównej armii egipskiej to as-Sadat odczytał przez radio komunikat zawiadamiający o obaleniu dotychczasowych rządzących. On też dwa dni później, razem z gen. Muhammadem Nadżibem, przedstawił królowi Farukowi I żądanie abdykacji i opuszczenia Egiptu, które zostało spełnione.

### W czasie rządów Nasera

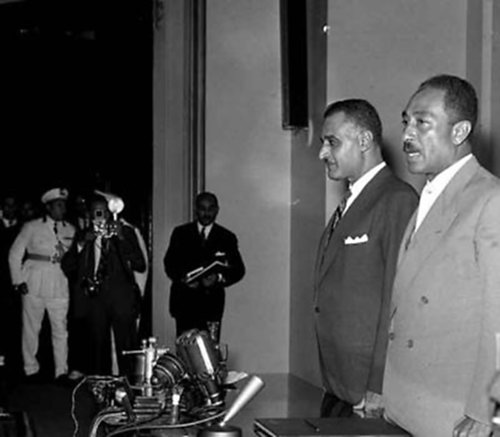
As-Sadat i prezydent Egiptu Gamal Abdel Naser w 1960

Początkowo nie odgrywał znaczącej roli w nowej elicie władzy. Uznawany był za polityka całkowicie lojalnego wobec Nasera. W 1953 powierzono mu stanowisko wydawcy pisma rządowego „Al-Dżumhurijja” („Republika”), od roku następnego był także sekretarzem Konferencji Islamskiej. W 1954 był w składzie Sądu Ludowego, który w trybie specjalnym sądził członków organizacji Braci Muzułmanów aresztowanych po nieudanym zamachu na premiera. Kierował także obradami Kongresu Islamistycznego zwołanego na listopad tego samego roku do Kairu, z inicjatywy Nasera. Kongres ten miał przyczynić się do uzyskania przez Egipt wiodącego miejsca wśród krajów arabskich, kosztem Iraku; radykalnej krytyce poddano na nim Pakt Bagdadzki.
W 1960 został przewodniczącym egipskiego Zgromadzenia Narodowego, zaś po zawarciu unii Egiptu z Syrią (utworzeniu Zjednoczonej Republiki Arabskiej) został przewodniczącym ich wspólnego parlamentu, działającego do wystąpienia Syrii ze związku państw 28 września 1961. W listopadzie 1961 był sekretarzem generalnym komisji przygotowującej Narodowy Kongres Ludowych Sił Pracujących. Jego wystąpienia z tego okresu były bardziej stonowane niż mowy Nasera; nie podważając ogólnego kierunku polityki egipskiej, jakim miała być budowa socjalizmu, as-Sadat podkreślał specyfikę tego ustroju w kraju muzułmańskim. Był głównym doradcą Nasera w kwestii nieudanej interwencji egipskiej wojnie domowej w Jemenie Północnym; przy czym był przekonany, że Egipcjanie odniosą w Jemenie łatwy sukces. Od 1968 zaliczał się do ścisłego kierownictwa egipskiej monopartii, Arabskiej Unii Socjalistycznej.
W grudniu 1969 został nominowany na wiceprezydenta Egiptu. Fakt ten może być interpretowany jako odejście Nasera od dotychczasowego lewicowego kursu politycznego, as-Sadat był bowiem kojarzony z prawym skrzydłem obozu rządzącego. Równocześnie nominacje wiceprezydenckie Nasera nie miały z reguły większego znaczenia, gdyż Naser odwoływał wiceprezydentów, gdy tylko uznał to za konieczne, a powołując as-Sadata na ten urząd nie wskazał go jako swojego sukcesora.

### Prezydentura

#### Objęcie urzędu prezydenckiego po śmierci Nasera. Rywalizacja z Alim Sabrim
Jako wiceprezydent zgodnie z konstytucją objął obowiązki prezydenta po śmierci Nasera 28 września 1970. Jego popularność w społeczeństwie była wtedy nieznaczna. Tymczasowe objęcie przez niego urzędu prezydenckiego poparł natomiast Naczelny Komitet Wykonawczy Arabskiej Unii Socjalistycznej 6 października 1970, zaś dwa dni później także egipskie Zgromadzenie Narodowe. As-Sadat musiał rywalizować o utrzymanie się przy władzy z lewicową grupą w otoczeniu Nasera, której przywódcą był wicepremier Ali Sabri; aby zaspokoić aspiracje lewicowców, as-Sadat powierzył mu urząd jednego z dwóch wiceprezydentów. 15 października 1970 90% wyborców opowiedziało się w referendum za powierzeniem prezydentury as-Sadatowi na stałe. W otoczeniu Nasera przeważało przekonanie, że będzie on prezydentem przejściowym, bez zaplecza politycznego.

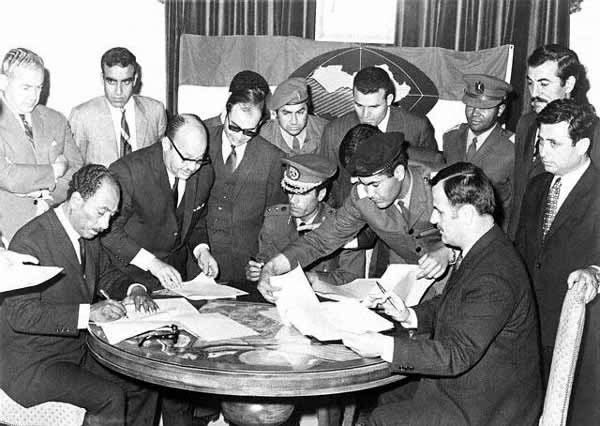
Podpisanie umowy egipsko-libijsko-syryjskiej o przyszłej unii – nie została ona nigdy wprowadzona w życie

W kolejnych miesiącach współpraca as-Sadata i Sabriego nie układała się pomyślnie. Wiceprezydent negatywnie odniósł się do przedłużenia zawieszenia broni z Izraelem do marca 1971, a następnie do odmowy jego dalszej prolongaty. Kolejny spór dotyczył projektu utworzenia federacyjnego państwa egipsko-libijskiego-syryjskiego. 17 kwietnia prezydent podpisał umowę federacyjną (która nie miała praktycznych skutków), przez co Sabri oskarżył go o samowolne podejmowanie decyzji bez konsultacji z partią i parlamentem. Komitet Centralny partii poparł jednak projekt prezydenta, chociaż w jej ścisłym kierownictwie to przeciwnicy as-Sadata mieli przewagę pięciu głosów przeciwko trzem. Prezydent zdobył równocześnie poparcie większości deputowanych Zgromadzenia Narodowego. 1 maja as-Sadat w przemówieniu mówił o potrzebie sprzeciwienia się tym, którzy narzucają swoją władzę ludowi, zaś następnego dnia pozbawił Sabriego stanowiska wiceprezydenta.
10 maja as-Sadat otrzymał od majora Tahy Zakiego nagrania rozmów spiskowców przygotowujących zamach stanu. Gdy prezydent upewnił się, że zyska poparcie armii w walce ze swoimi przeciwnikami politycznymi, trzy dni później zdymisjonował ministra spraw wewnętrznych związanego z frakcją Sabriego, a następnie aresztował jej najważniejszych przedstawicieli pod zarzutem dążenia do obalenia legalnej władzy. As-Sadat określił ten krok jako „korektę w kursie rewolucyjnym”, według innego źródła – ruch (rewolucję) naprawy, pod hasłami „państwa instytucji” i „panowania prawa”. Po umocnieniu się przy władzy as-Sadat zaczął kreować swój wizerunek jako ojca narodu egipskiego, m.in. przeniósł się do dawnego pałacu królewskiego Abidin, który przez jego poprzednika został otwarty dla zwiedzających. Podkreślał także swoje przywiązanie do islamu, wycofując się tym samym z sekularystycznych elementów koncepcji naseryzmu.
W końcu maja 1971 prezydent przeprowadził przedterminowe wybory do organów kierowniczych Arabskiej Unii Socjalistycznej. Większość członków tych gremiów uzyskała reelekcję. Prezydent osobiście wyznaczył członków Komitetu Centralnego.
W tym samym roku as-Sadat zmienił nazwę Zgromadzenia Narodowego na Zgromadzenie Ludowe i zabronił łączenia funkcji deputowanego z kierowniczymi stanowiskami w lokalnych organizacjach egipskiej monopartii. Doprowadził także do przyjęcia nowej konstytucji (przyjętej w referendum we wrześniu 1971). Akcenty islamskie w jej tekście były wyraźne, wskazano szariat jako jedno ze źródeł prawa, zachowano przy tym równouprawnienie kobiet. Bez powodzenia prezydent próbował porozumieć się z umiarkowanym skrzydłem Stowarzyszenia Braci Muzułmanów. Pragnął zachować religię pod kontrolą państwa, podobnie, jak było za rządów Nasera, jednak organizacje islamskie nie były zainteresowane taką współpracą, a przymuszenie ich do niej byłoby sprzeczne z dążeniem do stopniowej demokratyzacji Egiptu.
W marcu 1972 Anwar as-Sadat po raz pierwszy, pozostając prezydentem, objął również urząd premiera Egiptu.
Podstawowym problemem Egiptu po śmierci Nasera i przejęciu władzy przez jego sukcesora były relacje z Izraelem. As-Sadat, pragnąc doprowadzić do nowej konfrontacji, zmuszony był kontynuować współpracę wojskową z ZSRR. 27 maja 1971 podpisał nowy egipsko-radziecki układ o przyjaźni i współpracy. Coraz większa zależność kraju od Związku Radzieckiego nie odpowiadała części egipskich oficerów, a w 1972 doszło do zamieszek, których uczestnicy domagali się od prezydenta zmiany polityki państwa w tym zakresie. As-Sadat usunął wówczas z kraju radzieckich doradców wojskowych i odebrał ministrowi obrony jego stanowisko. Decyzje te przyczyniły się do wzrostu jego popularności. Dla utrzymania autorytetu as-Sadat musiał jednak stale ponawiać zapowiedzi rozpoczęcia nowej wojny z Izraelem i odbicia terytoriów straconych w 1967.
Uczestnicy wystąpień antyprezydenckich na początku 1972 wysuwali także inne postulaty. Domagali się mobilizacji całego narodu, wojny z Izraelem, która umożliwiłaby odzyskanie ziem na Synaju, jak również prawdziwej demokratyzacji. Wystąpienia studenckie zostały stłumione. W listopadzie tego samego roku doszło do kolejnych protestów studenckich, po których 2 tysiące słuchaczy wyższych uczelni zostało aresztowanych. Sytuacja taka powtórzyła się w końcu roku. Prezydent przedstawił wydarzenia jako lewicowy spisek. W pierwszych miesiącach 1973 as-Sadat doprowadził do usunięcia zwolenników lewicy z wyższych uczelni, mediów i egipskiej monopartii. Aresztowani w tym okresie odzyskali wolność we wrześniu, z okazji rocznicy śmierci Nasera.

#### Polityka otwarcia w gospodarce
As-Sadat dokonywał równocześnie w 1972 poważnych zmian w polityce gospodarczej i społecznej Egiptu. Doprowadził do przywrócenia pełni praw politycznych tym osobom, które utraciły je za rządów Nasera jako byli posiadacze wielkich majątków rolnych lub przedsiębiorstw przemysłowych. Umożliwił prywatnym inwestorom uzyskiwanie ulg podatkowych, gwarantując ich przedsiębiorstwom ochronę przed nacjonalizacją. Rok później as-Sadat rozpoczął wdrażanie polityki otwarcia (z arab. infitah, otwarcie, także: polityka Otwartych Drzwi) w gospodarce, zaś w kwietniu 1974 sformułował jej szczegółowe zasady. Ogłosił reprywatyzację niektórych państwowych przedsiębiorstw, poszerzenie możliwości działania krajowych i zagranicznych inwestorów, zaś premierem uczynił Abd al-Aziza Hidżaziego, ministra za rządów Nasera i zwolennika wolnego rynku. Program infitah został zaakceptowany w referendum większością 99,5% głosów w maju 1974.
W myśl koncepcji wolnorynkowych w 1978 as-Sadat wycofał się z wprowadzonych przez swojego poprzednika gwarancji zatrudniania wszystkich absolwentów szkół wyższych w instytucjach państwowych. Absolwentów automatycznie miały przyjmować do pracy jedynie gorzej płatne instytucje administracyjne, nie zaś państwowe przedsiębiorstwa komercyjne.

#### Wojna Jom Kipur

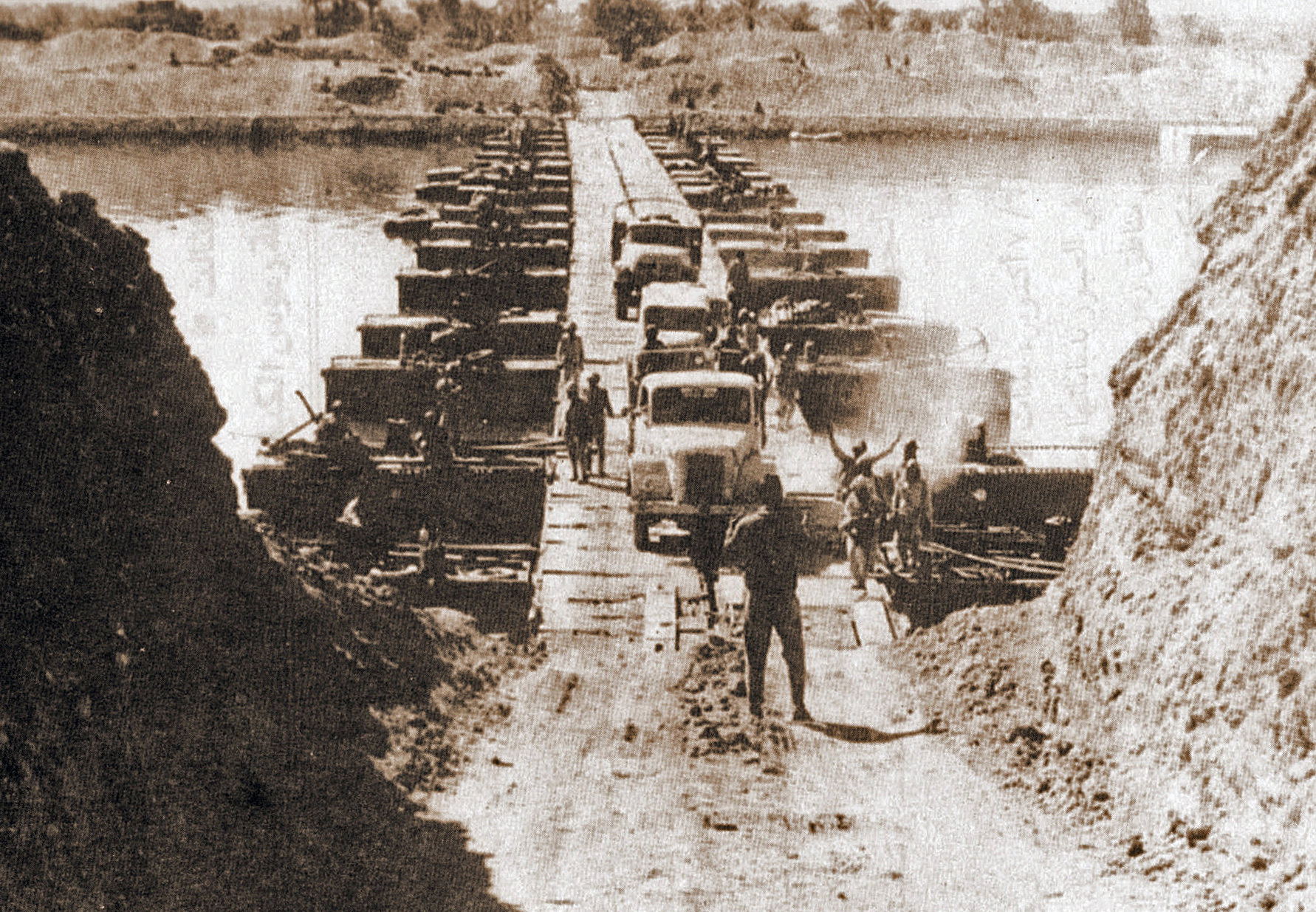
Przeprawa wojsk egipskich przez Kanał Sueski w czasie wojny Jom Kipur

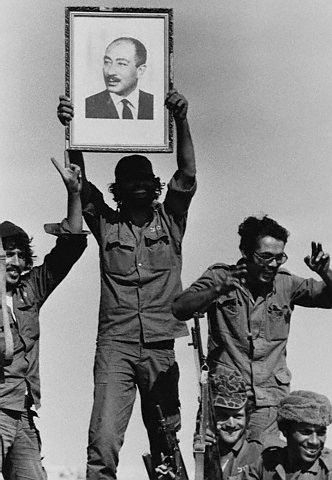
Egipscy żołnierze na froncie wojny Jom Kipur z portretem prezydenta as-Sadata

Na początku 1973 prezydent Egiptu podjął przygotowania do wojny z Izraelem, której celem miało być odzyskanie ziem utraconych w wojnie sześciodniowej przed sześcioma laty. Zwycięstwo militarne miało poprawić jego własną pozycję polityczną, a wycofanie się Izraela ze wschodniego brzegu Kanału Sueskiego – pozwolić na ponowne uruchomienie dochodowej dla Egiptu żeglugi na kanale. W lutym 1973 as-Sadat zawarł nowe porozumienie z ZSRR w sprawie dostaw broni dla wojska egipskiego, zgadzając się na szerszy niż dotąd dostęp floty radzieckiej do egipskich portów. W kolejnych miesiącach omawiał plany współpracy z Syrią, Arabią Saudyjską i Jordanią.
6 października 1973 wojska egipskie rozpoczęły wojnę, przekraczając Kanał Sueski. Początkowo Egipcjanie odnosili na froncie sukcesy, następnie jednak przewagę zdobyły siły izraelskie. Klęskę poniosły także wojska syryjskie na wzgórzach Golan. Ostatecznie 22 października 1973 Rada Bezpieczeństwa ONZ wezwała strony konfliktu do zawieszenia broni – walki zostały przerwane trzy dni później. W styczniu roku następnego dyplomacja amerykańska pod kierownictwem Henry’ego Kissingera doprowadziła do wypracowania kompromisowego rozwiązania: wycofania się sił Izraela z zachodniego brzegu Kanału Sueskiego, zachowania przez Egipt kontyngentów na brzegu wschodnim, wprowadzenia jednostek ONZ do strefy granicznej. Chociaż z militarnego punktu widzenia wojna Jom Kipur była porażką Egiptu, pozwoliła na odbudowę prestiżu armii egipskiej – walczącej znacznie lepiej, niż w I wojnie izraelsko-arabskiej, w czasie wojny sueskiej oraz w wojnie sześciodniowej – i wszystkich Arabów. Anwar as-Sadat mógł zatem przedstawiać końcowy wynik starcia jako sukces polityczny i zyskał dzięki niej znaczną popularność, przestał być uważany za polityka słabego i niezdolnego do podejmowania trudnych decyzji.
Po wojnie Jom Kipur między USA a ZSRR doszło do swoistego odprężenia, co dawało prezydentowi Egiptu szansę na dokonanie zmiany w polityce zagranicznej – polepszenie relacji ze Stanami Zjednoczonymi bez zrywania bliskich związków z ZSRR. Na prośbę amerykańskiego prezydenta Nixona as-Sadat przekonał większość państw arabskich do zakończenia embarga naftowego wobec Izraela.

### 1974–1977

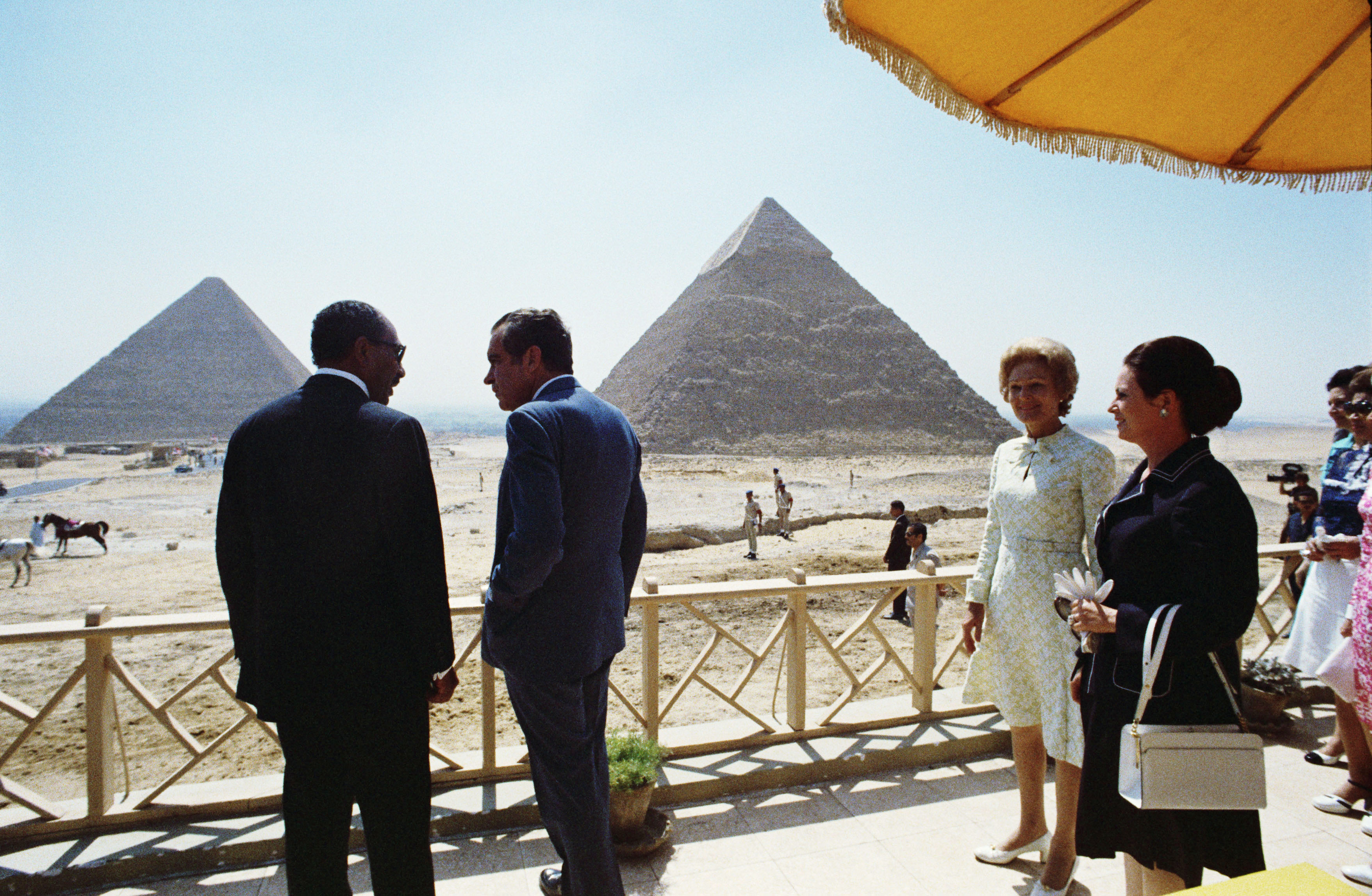
Wizyta Richarda Nixona w Egipcie w 1974

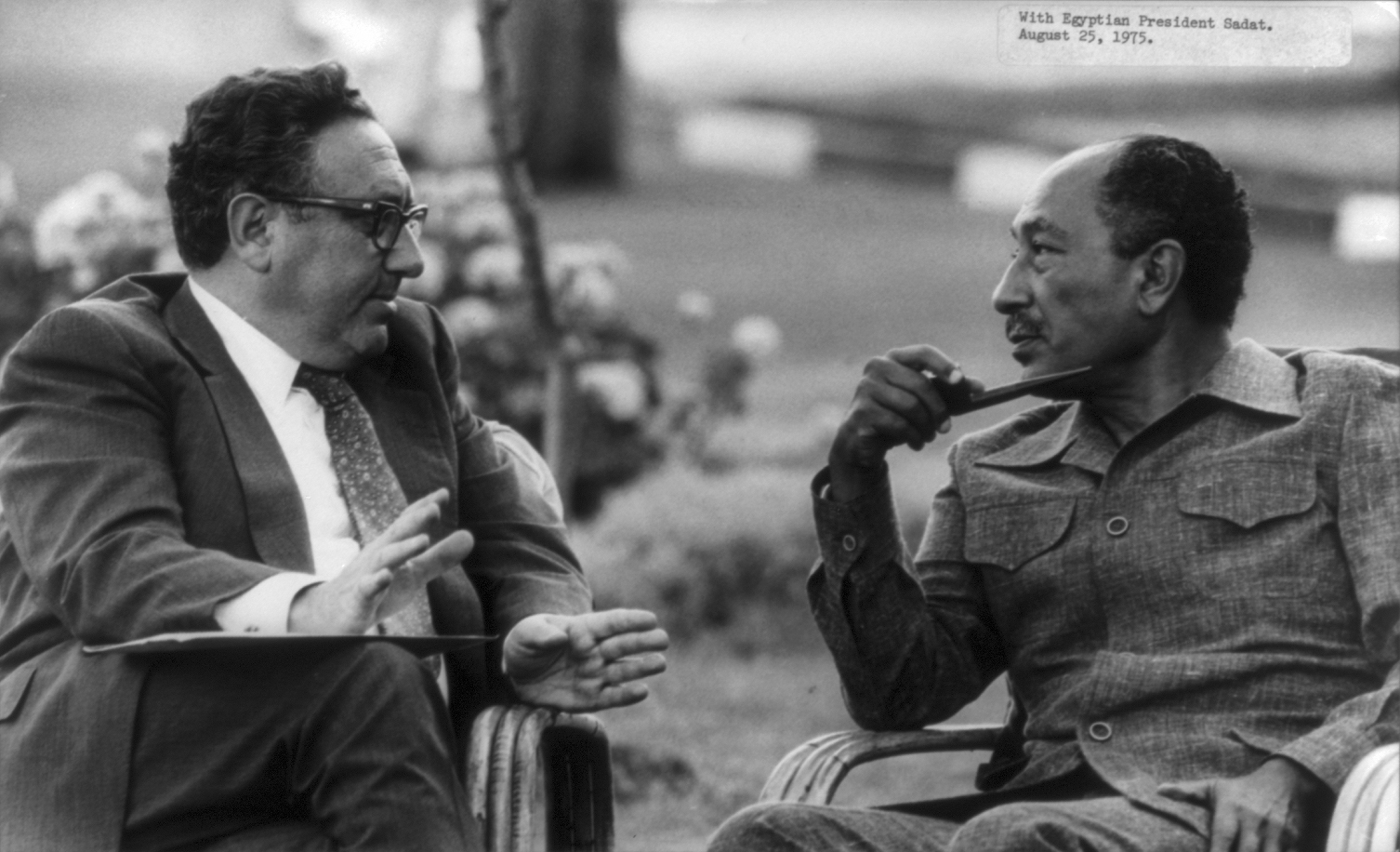
Anwar as-Sadat z Henrym Kissingerem, sierpień 1975

Korzystając ze wzrostu swojego autorytetu, as-Sadat utrzymał system władzy wypracowany przez swojego poprzednika, przewidujący wiodącą rolę prezydenta we wszystkich aspektach polityki państwowej. Równocześnie nie ufał wojskowym, w tym dawnym towarzyszom z ruchu Wolnych Oficerów, którzy za rządów Nasera nie dopuszczali go do najbardziej eksponowanych funkcji państwowych. Konsekwentnie przeprowadzał wymianę elity władzy w Egipcie, zastępując osoby związane z wojskiem przez cywilów. Aby zabezpieczyć się przed powstawaniem nieformalnych układów, które mogłyby zagrozić jego władzy, as-Sadat regularnie przeprowadzał zmiany kadrowe na kluczowych stanowiskach. W ścisłym kręgu najbliższych współpracowników prezydenta pozostawali przedsiębiorca Usman Ahmad Usman, przewodniczący egipskiej monopartii Sa’id Mari, Mahmud Rijad, Mahmud Salim (ministrowie spraw zagranicznych i wewnętrznych), wicepremier Abd al-Kadir Hatim, doradcy prezydenccy Hasan Sabri al-Chuli i Hasan al-Tuhami, a następnie także oficer lotnictwa Husni Mubarak, powołany na wiceprezydenta w 1975.
W 1974 udaremniony został antyprezydencki zamach stanu zorganizowany przez radykalną islamską Młodzież Mahometa.
W tym samym roku prezydent zniósł w Egipcie cenzurę prewencyjną, wydawcy czasopism nadal jednak odpowiadali za treści publikowanych przez siebie artykułów. W styczniu tego samego roku ogłosił amnestię dla 2 tys. więźniów politycznych. W okresie jego rządów poprawiła się sytuacja mniejszości koptyjskiej.
W czerwcu 1974 po raz pierwszy w historii Egiptu as-Sadat podejmował prezydenta USA – Richarda Nixona. 1 września tego samego roku Egipt i Izrael, po mediacji amerykańskiej, zawarły porozumienie dotyczące Synaju i żeglugi na Kanale Sueskim. Egipt zgodził się na korzystanie z kanału przez izraelskie statki nieprzewożące artykułów dla wojska. Henry’emu Kissingerowi as-Sadat obiecał ponadto, że nie wesprze Syrii, gdyby zaatakowała ona Izrael. Na opuszczonych przez Izrael terytoriach synajskich znajdowały się pola naftowe oraz zasoby gazu ziemnego. Miało to istotne znaczenie dla krajowej gospodarki. Od 1976 Egipt był ponownie eksporterem ropy, rok wcześniej rozpoczął eksploatację gazu na potrzeby energetyki i produkcji nawozów sztucznych.
W 1975 as-Sadat bezskutecznie ubiegał się o odroczenie spłaty ośmiomiliardowego zadłużenia egipskiego w ZSRR.
Zmiany w gospodarce nie przekładały się na natychmiastową poprawę sytuacji ekonomicznej ludności. Szybko rosnąca liczba mieszkańców Egiptu zmusiła kraj do importowania żywności. Dochodziło do protestów pracowniczych i strajków. 1 maja 1975 as-Sadat zapowiedział kontynuowanie dotychczasowego liberalnego kursu w gospodarce, postanowiono jednak, iż najgorzej zarabiający pracownicy sektora państwowego otrzymają dodatkowe świadczenia.
Przedstawiając w kwietniu 1974 założenia planowanych reform, prezydent Egiptu zapowiedział powrót do systemu wielopartyjnego. Do lipca 1975 w Arabskiej Unii Socjalistycznej trwała dyskusja nad zmianami w organizacji, zakończona wyrażeniem przez partię zgody na tworzenie w jej obrębie „luźnych forów opinii”. W toczonej dyskusji as-Sadat pozornie nie zabierał głosu, w rzeczywistości jednak traktował ją jako istotny element kreowania swojego wizerunku – krytyka Nasera w trakcie dyskusji miała wykazać wyższość rządów as-Sadata nad działaniami jego poprzednika. Ostatecznie prezydent nie wyraził zgody na natychmiastowy powrót do systemu wielopartyjnego, lecz 14 maja 1976 utworzył w Arabskiej Unii Socjalistycznej fora prawicowe, lewicowe oraz centrowe. Ich programy nie mogły przy tym wykraczać poza założenia konstytucji oraz idee rewolucji 1952. W wyborach, przeprowadzonych jesienią tego samego roku, zdecydowanie najsilniejsza okazała się frakcja centrowa (faktyczne zaplecze polityczne prezydenta). 11 listopada 1976 as-Sadat zdecydował o utworzeniu trzech odrębnych partii – centrowej Arabskiej Partii Socjalistycznej (następnie Partii Narodowo-Demokratycznej), lewicowej Narodowo-Postępowej Partii Zjednoczenia oraz prawicowej Partii Socjalistycznych Liberałów. Arabska Unia Socjalistyczna nie została rozwiązana, lecz funkcjonowała do 1980 jako organ kontroli prasy, organizacji masowych i nadzorując rejestrowanie nowych ugrupowań politycznych. Według Zdanowskiego wszystkie działania prezydenta zmierzające do restytucji systemu wielopartyjnego wynikały z chęci utrzymania przez niego władzy. As-Sadat miał obawiać się rozbudowanych struktur egipskiej monopartii, która mogłaby stać się niebezpiecznym narzędziem dla jego przeciwników. Był zdania, że będzie w stanie lepiej kontrolować całokształt życia politycznego w kraju, jeśli będzie się ono organizować wokół legalnych partii politycznych, a nie w tajnych stowarzyszeniach. Mimo to, jak pisze ten sam autor:

(...) zakres swobód politycznych w okresie sprawowania władzy przez as-Sadata był znacznie szerszy niż za rządów Nasera. W środkach masowego przekazu zmienił się ton debat, a w dyskusjach zaczęto podejmować tematy będące dotychczas tabu

Dążenie prezydenta do modelowania procesów politycznych i eliminowania skrajnych nurtów okazało się możliwe do realizacji jedynie do 1977. W tym bowiem roku problemy gospodarcze doprowadziły do wzrostu znaczenia opozycji wobec as-Sadata i kolejne wybory parlamentarne, w 1979, odbyły się pod nadzorem służb bezpieczeństwa znacznie większym, niż w przypadku elekcji w 1972 i 1976.

#### Zmiany w polityce zagranicznej Egiptu
W 1975 Stany Zjednoczone zakończyły embargo na artykuły strategiczne sprzedawane do Egiptu, jednak dostawy uzbrojenia amerykańskiego dla tego kraju nadal były nieznaczne. USA udzielały natomiast Egiptowi pomocy gospodarczej na szeroką skalę – w 1977 był największym beneficjentem tego typu wsparcia. W marcu 1976 prezydent Egiptu wypowiedział ZSRR układ o przyjaźni i współpracy, a w konsekwencji miesiąc później odebrał flocie radzieckiej prawo korzystania z egipskich portów. Podkreślał jednak znaczenie udziału Związku Radzieckiego w trwałym uregulowaniu problemów Bliskiego Wschodu, do czego dążył od końca 1975. Sądził przy tym, że konieczne jest przyjęcie przez Egipt proamerykańskiego kursu, gdyż całkowite rozwiązanie tych problemów będzie możliwe tylko w wypadku, gdy Stany Zjednoczone przekonają Izrael do wycofania się z terytoriów okupowanych po wojnie sześciodniowej.
Przyjęcie przez Egipt nowej orientacji stało się przedmiotem krytyki tych państw arabskich, które pozostawały związane z ZSRR. Aby zachować prestiż w świecie arabskim, as-Sadat publicznie występował w obronie praw Palestyńczyków oraz w obronie interesów Syrii. W październiku 1976 zawarł porozumienie z syryjskim prezydentem Hafizem al-Asadem, w tym samym roku podpisał także sojusz z Sudanem. W 1977 doszło do zawarcia analogicznego porozumienia z Jordanią, co sprawiło, że krytykę as-Sadata podtrzymywały odtąd jedynie Libia, Algieria i Irak.

#### Efekty zmian w polityce gospodarczej
Liberalizacja polityki gospodarczej Egiptu przyniosła wyraźne efekty makroekonomiczne, doprowadzając do podwojenia PKB oraz wzrostu 8% rocznie (w latach 1973–1980). Równocześnie jednak kraj dotknęła wysoka inflacja (30% w skali roku), pogłębił się deficyt bilansu handlowego, rosło zadłużenie zagraniczne. Największe korzyści z polityki otwarcia odniosły klasy średnia i wyższa, podczas gdy robotnicy i urzędnicy niskich szczebli tracili, gdyż ich pensje nie rosły równomiernie z uwalnianymi cenami. W złej sytuacji pozostawali chłopi. Szybki wzrost liczby mieszkańców kraju doprowadzał do utrzymywania się przeludnienia wsi, mimo intensywnej migracji do miast. Wzrost nierówności społecznych prowadził do wzrostu sentymentów do czasu rządów Nasera, kiedy rząd starał się niwelować podobne różnice. Wzrost rozwarstwienia społecznego nie był przy tym intencją as-Sadata.
W 1977, idąc za radą Banku Światowego, rząd egipski podniósł ceny podstawowych produktów żywnościowych. Był to krok na drodze do uwolnienia cen, które dotąd podlegały państwowym subsydiom. Odpowiedzią były masowe zamieszki w dniach 18–19 stycznia 1977, które całkowicie zaskoczyły prezydenta. Protesty zostały stłumione przez oddziały specjalne policji, były ofiary śmiertelne. As-Sadat musiał wycofać się z planowanej podwyżki cen, a o zorganizowanie protestów oskarżył lewicę. Jasne było jednak, że manifestacje wyrażały w rzeczywistości nastroje znacznej części społeczeństwa. Pod wpływem wydarzeń ze stycznia 1977 prezydent doprowadził do przyjęcia w kolejnym miesiącu prawa „O ochronie kraju i jego obywateli”. Z jednej strony zabraniało ono organizacji protestów i strajków w imię ochrony jedności narodowej i społecznego pokoju, z drugiej zaś podwyższało kwotę dochodów zwolnionych z podatku i nakazywało rejestrację majątków, co było ukłonem w stronę najuboższych warstw społecznych, uczestników styczniowych zamieszek. As-Sadat nie wycofał się z reform liberalizujących gospodarkę. Uwzględniał jednak możliwe reakcje społeczne na zbyt dotkliwe dla ludności decyzje oraz ostrożniej wprowadzał podwyżki cen.

### Zawarcie porozumienia z Izraelem

#### Dążenia do całościowego rozwiązania konfliktów na Bliskich Wschodzie
Pod koniec 1975, już po podpisaniu porozumienia z 1 września 1975, as-Sadat skupił się w polityce zagranicznej na próbie trwałego zakończenia konfliktu izraelsko-arabskiego. Temu służyła zmiana kursu polityki zewnętrznej na proamerykański. Jednak obrady Palestyńskiej Rady Narodowej w Kairze oraz rozmowy między jordańskim królem Husajnem I i przewodniczącym Organizacji Wyzwolenia Palestyny Jasirem Arafatem, które współorganizował, przekonały go, że Palestyńczycy nie są w stanie współdziałać, gdyż są zbyt poważnie podzieleni. W kwietniu 1977 prezydent Egiptu udał się z kolejną wizytą do USA. W maju 1977 nowy premier Izraela Menachem Begin poinformował egipskie służby specjalne o przygotowywanym przez palestyńskich terrorystów, a zleconym przez dyktatora Libii al-Kaddafiego zamachu na as-Sadata. Był to z jego strony gest dobrej woli, wynikający z dostrzeżenia przez nowy izraelski rząd korzyści z ewentualnego pokoju z Egiptem.
W lipcu 1977 as-Sadat rozmawiał w Kairze z amerykańskim sekretarzem stanu Cyrusem Vance’em i nie zgodził się na przedstawiane przez niego propozycje warunków pokoju z Izraelem. Domagał się odrębnego traktowania zagadnień spornych terytoriów i kwestii politycznych (sprawy palestyńskiej). Oczekiwał również, że Izrael opuści zajmowane od 1967 obszary na Synaju w ciągu pół roku. Rozmowy z Vance’em przekonały as-Sadata, że powinien sam przejąć inicjatywę w bilateralnych kontaktach z Izraelem. Prowadzenie rozmów z przedstawicielami rządu tego kraju powierzył wicepremierowi al-Tuhamiemu. W październiku 1977 odwiedził natomiast Rumunię, Arabię Saudyjską i Iran, sondując, jak w wymienionych państwach zapatrywano się na działalność rządu izraelskiego.

#### Wystąpienie w Knesecie

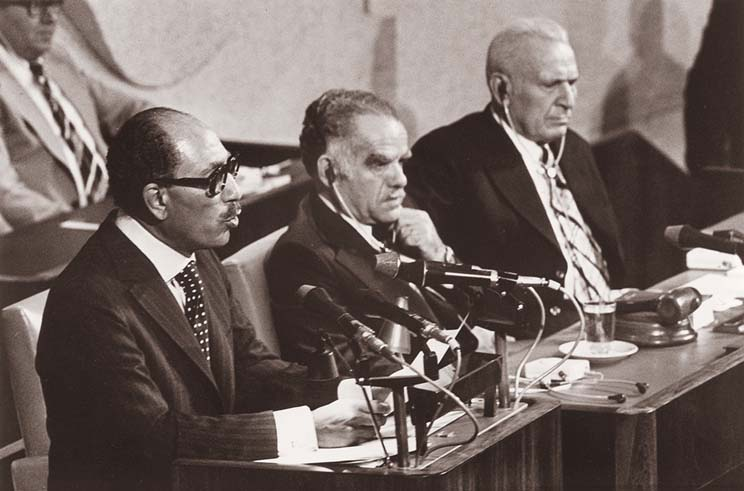
Przemówienie as-Sadata w Knesecie

19 listopada 1977 as-Sadat jako pierwszy arabski przywódca przyjechał z oficjalną wizytą do Izraela na zaproszenie premiera tegoż państwa Menachema Begina. Wizyta ta była przygotowywana w ścisłej tajemnicy od 3 listopada, a decyzja o jej odbyciu zaskoczyła nawet część najbliższych współpracowników prezydenta; oznaczała ostateczne zerwanie ze wspólną polityką państw arabskich wobec Izraela. Podejmując ją, as-Sadat kierował się przekonaniem, że rozmowy arabsko-izraelskie w ramach konferencji pokojowej w Genewie nie dadzą szybkich rezultatów, a zawarcie pokoju byłoby możliwe tylko drogą bezpośrednich negocjacji rządów izraelskiego i egipskiego. Zależało mu także na sukcesie w polityce międzynarodowej, który zneutralizowałby spadek jego popularności w związku z efektami społecznymi polityki infitah.
W Jerozolimie brał udział w modlitwach w meczecie Al-Aksa, spotkał się z izraelskim premierem i wygłosił przemówienie w Knesecie. Oznajmił w nim, że po uznaniu przez Izrael aspiracji Palestyńczyków i wycofaniu się z ziem zajętych po wojnie sześciodniowej kraje arabskie mogłyby uznać Państwo Izrael. Podkreślał, że pokój z Izraelem podpisać mogłyby tylko wszystkie kraje arabskie wspólnie, nie zaś wyłącznie Egipt.
Przybycie as-Sadata do Jerozolimy nie stało się samo w sobie przełomem w stosunkach izraelsko-egipskich (zarówno prezydent Egiptu, jak i premier Izraela nie byli usatysfakcjonowani wzajemnie przedstawionymi propozycjami). Po powrocie do Kairu as-Sadat zaprosił do stolicy Egiptu przedstawicieli ZSRR i USA, ONZ, jak również Jordanii, Libanu, Syrii, Izraela i Organizacji Wyzwolenia Palestyny. Mieli oni wziąć udział w konferencji przygotowującej wznowienie rozmów w Genewie. Nie jest jasne, czy as-Sadat z góry zakładał, że większość zaproszonych odmówi udziału, co usprawiedliwiałoby wyłamanie się Egiptu z dotychczasowej wspólnej polityki krajów arabskich wobec Izraela i uzasadniałoby podjęcie samodzielnych rozmów pokojowych, czy też szczerze pragnął zorganizować spotkanie w omówionym składzie. Ostatecznie wszystkie zaproszone państwa arabskie odmówiły skierowania swoich delegacji, a Syria, Jemen Południowy, Libia, Algieria i Irak wystąpiły z ostrą krytyką ostatnich działań egipskiego prezydenta. Odpowiedzią Kairu było zerwanie z nimi stosunków dyplomatycznych. Gdy udziału w konferencji kairskiej odmówił także Związek Radziecki, as-Sadat polecił zamknąć konsulaty tego kraju w Egipcie, podobnie jak analogiczne placówki polskie i czechosłowackie.
Wizyta w Knesecie zapoczątkowała serię kolejnych spotkań przywódców obu państw. Delegacje egipska i izraelska spotykały się w grudniu 1977 w Rabacie i w Ismailii. Pierwsze ze spotkań nie dało praktycznie żadnych rezultatów. W czasie drugiego, z osobistym udziałem as-Sadata i Begina, mimo poważnych różnic stanowisk zgodzono się powołać wspólne komitety polityczny i wojskowy. Zaangażowanie as-Sadata w negocjacje pokojowe z Izraelem (jak i sam fakt ich podjęcia) zostało negatywnie odebrane przez egipskie organizacje islamskie, a ich wrogość do niego wzrastała w miarę postępów rozmów.

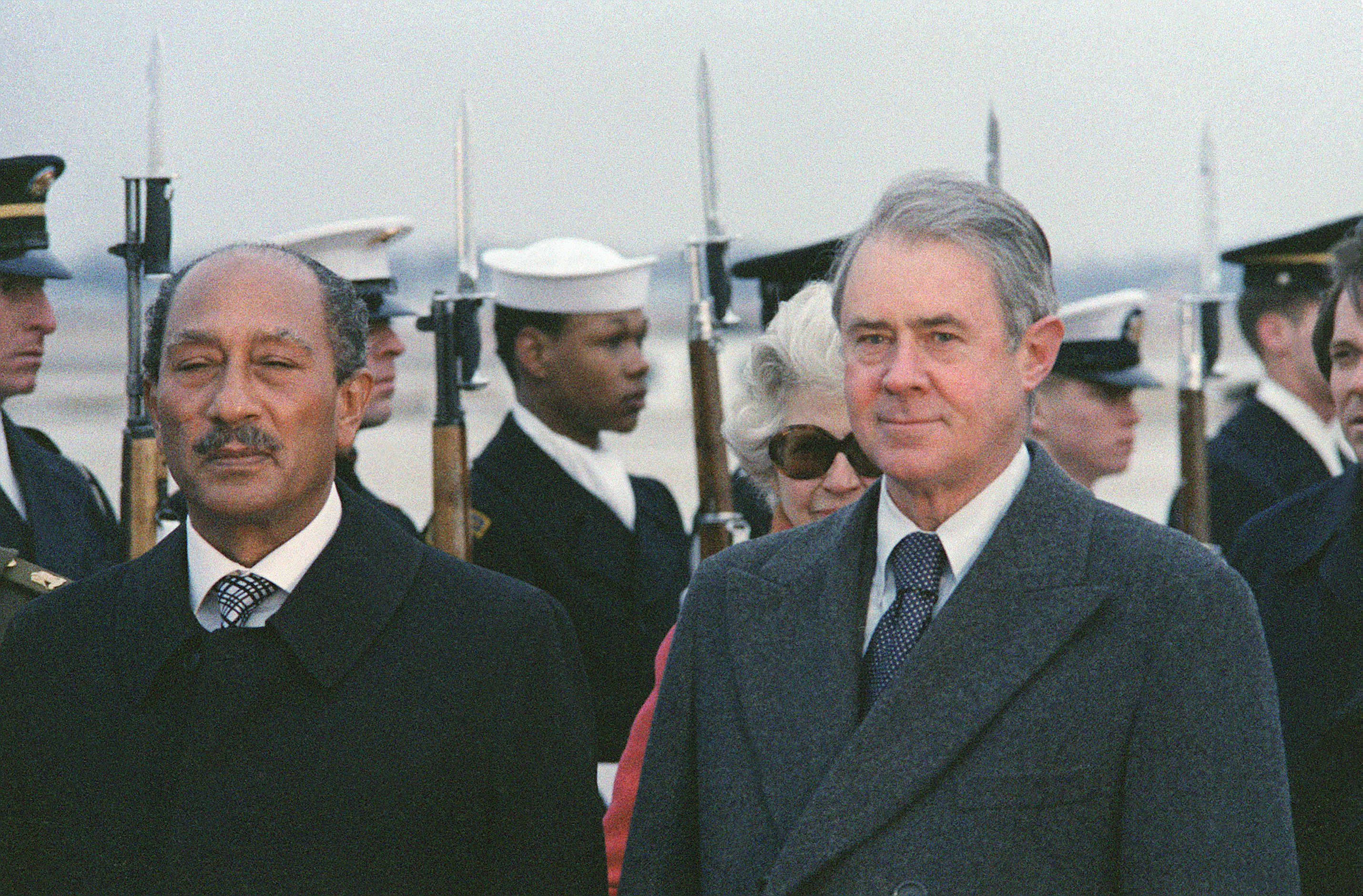
Przybycie as-Sadata do USA w lutym 1978. Po prawej Cyrus Vance

Na początku 1978 as-Sadat spotkał się w Asuanie z prezydentem USA Carterem i ustalił warunki przyszłego porozumienia egipsko-izraelskiego: wycofanie się Izraela z ziem zajętych w 1967, nawiązanie stosunków dyplomatycznych, uznanie prawa Palestyńczyków do samostanowienia. W lutym tego samego roku egipski prezydent udał się z kolei do USA i tam uzyskał od głowy państwa amerykańskiego zapewnienia, iż Egipt otrzyma od USA dostawy na cele wojskowe, a jego interesy będą popierane. W kolejnym miesiącu as-Sadat potępił palestyński atak na cywilny autobus w Izraelu, a po wejściu izraelskich wojsk do Libanu zapowiedział, że będzie mimo to kontynuował rozmowy izraelsko-egipskie.

#### Rozmowy i porozumienie w Camp David

Anwar as-Sadat w Camp David

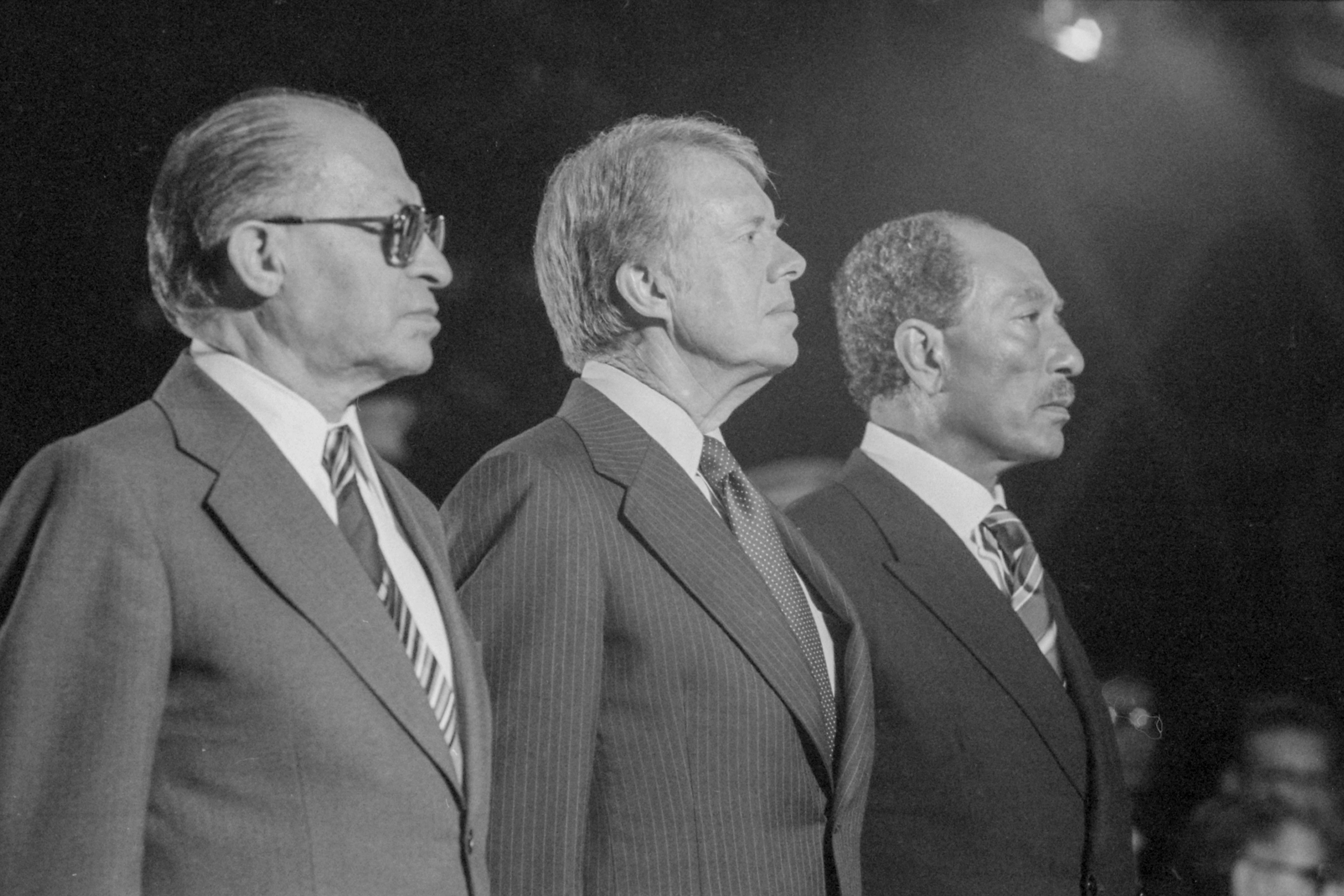
Menachem Begin, Jimmy Carter i Anwar as-Sadat w Camp David

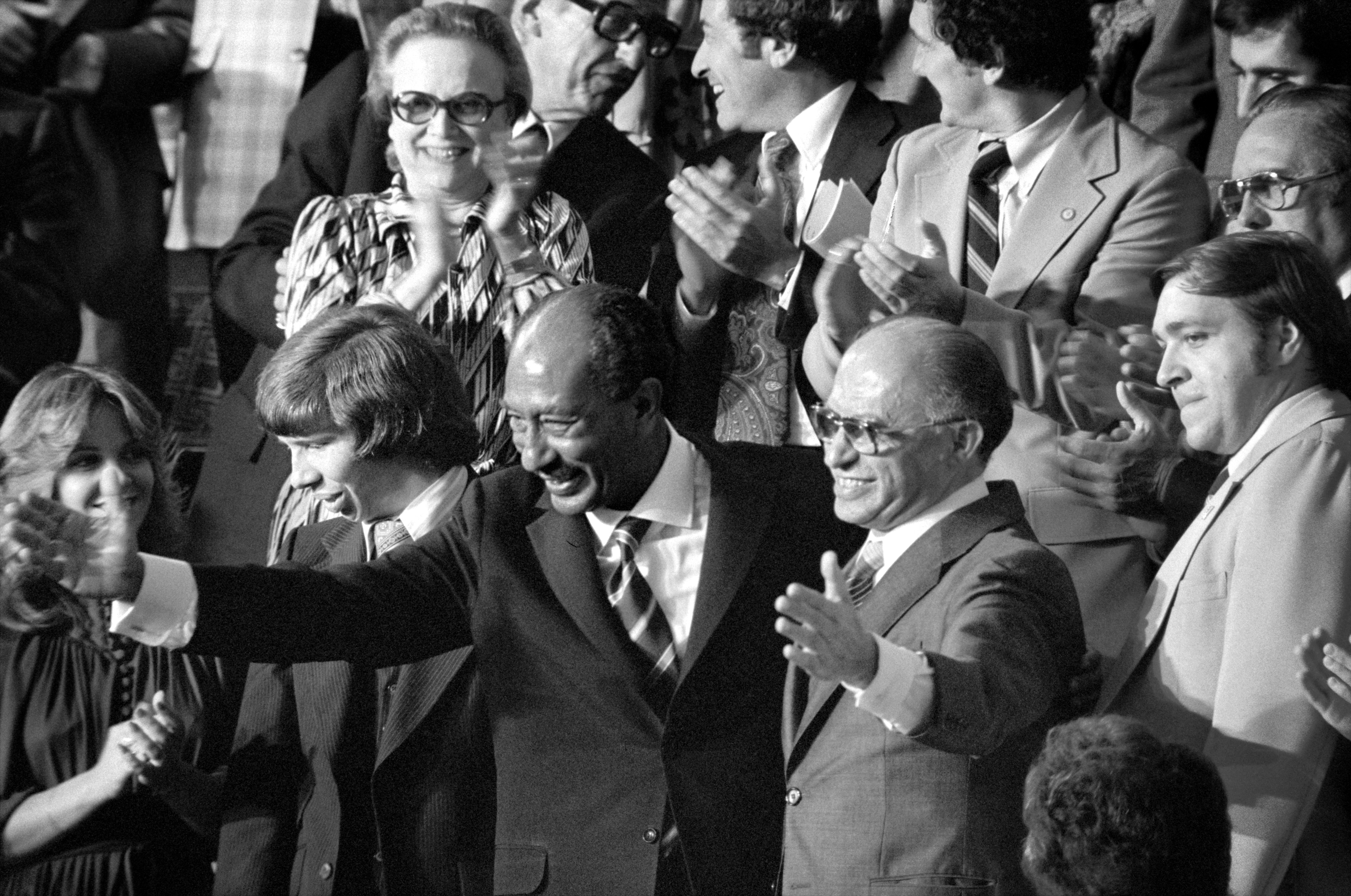
Anwar as-Sadat i Menachem Begin występują na sesji Kongresu po podpisaniu układu pokojowego

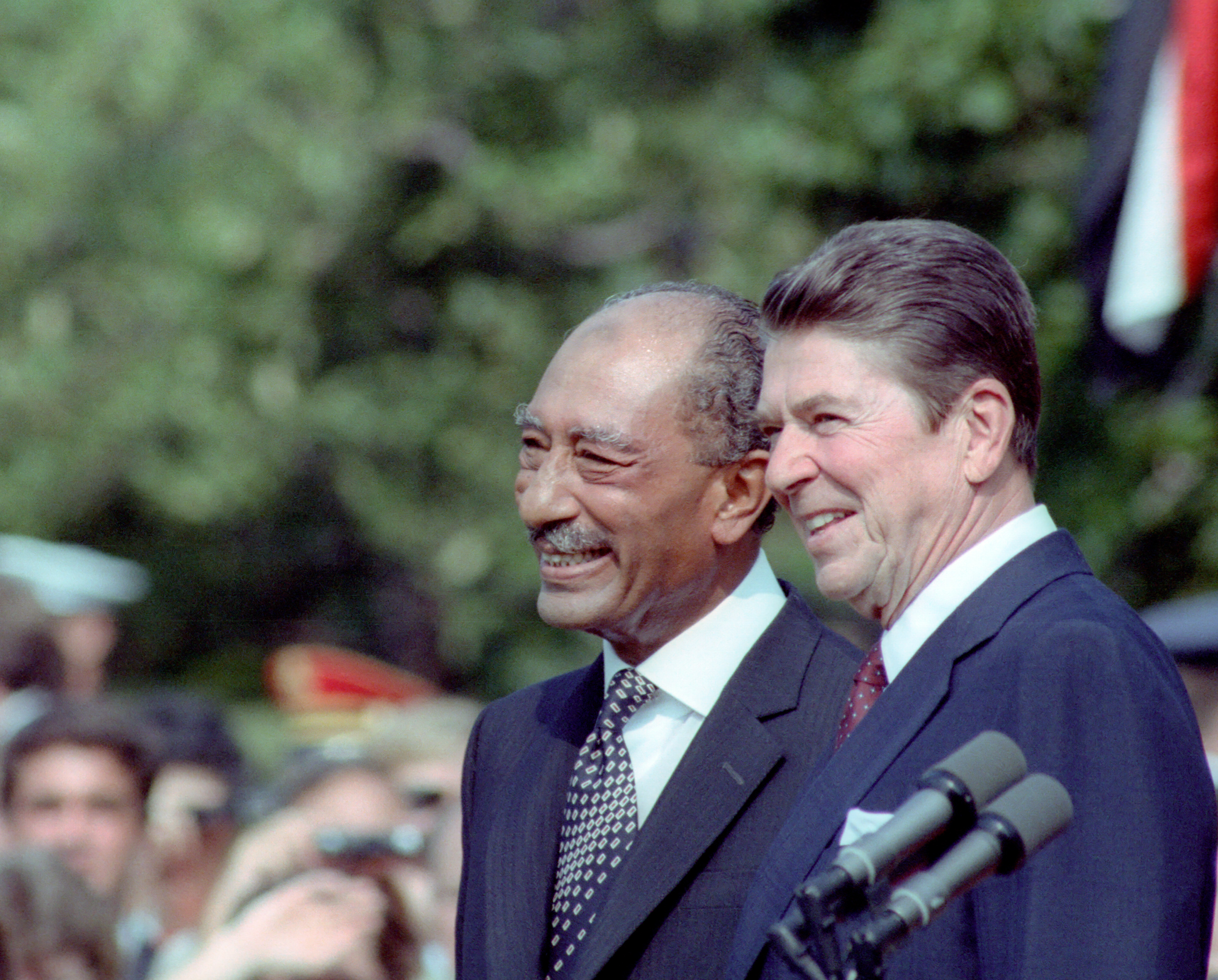
Anwar as-Sadat i Ronald Reagan, 1981

5 września 1978 prezydent Egiptu i premier Izraela spotkali się w letniej rezydencji prezydentów amerykańskich w Camp David. Wyjazd as-Sadata na rozmowy został negatywnie przyjęty w Egipcie, a pierwsza runda negocjacji pokojowych zakończyła się fiaskiem. Negocjacje mogły być kontynuowane tylko dzięki naciskom prezydenta Cartera. Delegacje izraelska i egipska spotkały się ponownie w lutym następnego roku. 14 marca as-Sadat i Begin zgodzili się co do podpisania dwóch dokumentów – przedstawiającego ogólne ramy dalszego procesu pokojowego na Bliskim Wschodzie oraz zapowiadającego podpisanie izraelsko-egipskiego układu pokojowego w ciągu trzech miesięcy. W trakcie rozmów do dymisji podała się część egipskich ministrów oraz przewodniczący parlamentu Marei. Na ich miejsce do rządu weszli zdecydowani zwolennicy kontynuowania procesu pokojowego. Ratyfikacja traktatu izraelsko-egipskiego budziła w Zgromadzeniu Ludowym Egiptu kontrowersje, jednak ostatecznie została przegłosowana wyraźną większością (329 głosów za, 15 przeciw, 1 wstrzymujący). Również referendum, nieprzeprowadzone jednak w sposób rzetelny, o czym świadczy wynik 99,95% głosów za, wykazało poparcie dla układu pokojowego. Po referendum as-Sadat rozwiązał parlament. 31 maja 1979 znowelizowane prawo o partiach politycznych odebrało prawo działania tym ugrupowaniom, które kwestionowałyby sens porozumienia z Izraelem na zasadach z Camp David.
Jak piszą B. Stępniewska-Holzer i J. Holzer

Wprawdzie w Egipcie wielu polityków i intelektualistów niechętnie przyjęło rozmowy w Camp David, a w innych państwach arabskich wywołały one wręcz oburzenie, były one w istocie rzeczy sukcesem as-Sadata. Do tej pory w świecie arabskim dominowało przekonanie, że najpierw musi się on wzmocnić, aby wymusić na Izraelu korzystne warunki kompromisu. Rzeczywistość zadawała jednak takiej koncepcji raz po raz ciosy

Za traktat pokojowy z Camp David Anwar as-Sadat i Menachem Begin otrzymali Pokojową Nagrodę Nobla w 1978. As-Sadat został również uznany za człowieka roku tygodnika „Time” w 1977. Równocześnie zawarcie pokoju z Izraelem wywołało sprzeciw Ligi Arabskiej, która zawiesiła członkostwo Egiptu i opuściła dotychczasową siedzibę w Kairze. Analogicznie zareagowała w stosunku do Egiptu Organizacja Kongresu Islamskiego, minimalnym stosunkiem głosów odrzucony został wniosek o usunięcie tego kraju z grona państw niezaangażowanych, radykalne państwa arabskie bez powodzenia starały się także doprowadzić do eliminacji Egiptu z Organizacji Jedności Afrykańskiej.

### 1979–1981
W 1979 prezydencka Partia Narodowo-Demokratyczna odniosła zdecydowane zwycięstwo wyborcze (zdobyła 302 mandaty z 382), do jej klubu parlamentarnego dołączyła także część posłów niezależnych. W parlamencie powstało wyraźne stronnictwo opozycyjne (54 deputowanych) utworzone przez Socjalistyczną Partię Pracy, popierającą prezydenta we wszystkich kwestiach poza polityką zagraniczną, której kierunek poddawano umiarkowanej krytyce. Z czasem partia zaczęła coraz silniej krytykować as-Sadata, przez co doszło w niej do rozłamu, po którym część deputowanych dołączyła do partii rządowej. Część działaczy socjalistycznych w 1981 została aresztowana. Poza strukturami legalnych partii działały organizacje wzywające do powrotu do naseryzmu, sprzeciwiające się polityce infitah. Równocześnie półlegalną działalność mogło prowadzić Stowarzyszenie Braci Muzułmanów, chociaż prezydent starał się doprowadzić do powstania alternatywnych organizacji islamskich. Od 1976 legalnie działały zakony sufickie, na mocy umowy z państwem. Podkreślany był związek instytucji państwowych z islamem, w przestrzeni publicznej akcentowano symbole religijne, dopuszczono nauczanie religii w szkołach i podkreślano jego znaczenie, w publicznej telewizji emitowano programy religijne.
Od 1979 relacje prezydenta z organizacjami muzułmańskimi ulegały stopniowemu pogorszeniu. As-Sadat spotkał się wówczas z przywódcami Stowarzyszenia Braci Muzułmanów i zaproponował im całkowitą legalizację ich organizacji w zamian za złagodzenie ich antyrządowych wystąpień. Gdy przedstawiciele organizacji odmówili, as-Sadat w kolejnych wystąpieniach wygłaszał pod ich adresem słowa coraz poważniejszej krytyki, twierdząc, iż mieszali oni religię i politykę. W 1981 aresztowany został kierujący Stowarzyszeniem od 1973 Umar at-Tilmisani, a pismo Braci zdelegalizowano. W czerwcu 1979 rząd zlikwidował także Unię Studencką, radykalnie islamistyczny związek młodzieży uniwersyteckiej.
15 maja 1980 prezydent wydał prawo „O ochronie wartości przed pohańbieniem”, zaś tydzień później poddał pod głosowanie w referendum w sprawie poprawek w konstytucji. Zakładały one utworzenie drugiej, doradczej izby parlamentu, jak również zwiększały rolę prawa religijnego w życiu publicznym. Szariat miał być odtąd głównym źródłem prawa, a nie tylko jednym ze źródeł; zachowano także akcenty wyraźnie naserowskie oraz podstawowe prawa obywatelskie. Przyjęte w referendum poprawki znosiły również ograniczenie w zakresie kandydowania na urząd prezydencki – jedna osoba mogła odtąd ubiegać się o niego nieograniczoną ilość razy, a nie tylko dwukrotnie. Wzmocnienie znaczenie islamu miało doprowadzić do zakończenia krytyki rządu ze strony organizacji radykalnie muzułmańskich. Po przyjęciu projektu zmian w referendum as-Sadat po raz kolejny skupił w swoim ręku urzędy prezydenta i premiera.
We wrześniu 1981 dalszemu pogorszeniu uległy relacje egipsko-radzieckie, gdyż Kair oskarżył ambasadora ZSRR o szpiegostwo i wydalił go z kraju. Odpowiedzią Moskwy było żądanie odwołania ambasadora egipskiego. W tym samym miesiącu ogromna większość głosujących przyjęła w referendum wydane rok wcześniej prawo o ochronie wartości, które zezwalało prezydentowi na zamykanie tytułów prasowych, rozwiązywanie samorządów zawodowych oraz pozbawianie deputowanych mandatów.
W tym samym miesiącu prezydent polecił aresztowanie ponad 1500 osób, które zostały oskarżone o wywoływanie konfliktów wyznaniowych i łamanie zasady jedności narodowej dla partykularnych interesów. Również i te działania zostały usankcjonowane w referendum oraz poparte przez parlament, który 14 września 1981 określił je jako Drugą Rewolucję Naprawy. Wśród uwięzionych byli przede wszystkim działacze islamistyczni, także duchowni muzułmańscy, mniejszość stanowili opozycyjni intelektualiści i związkowcy.

### Zamach

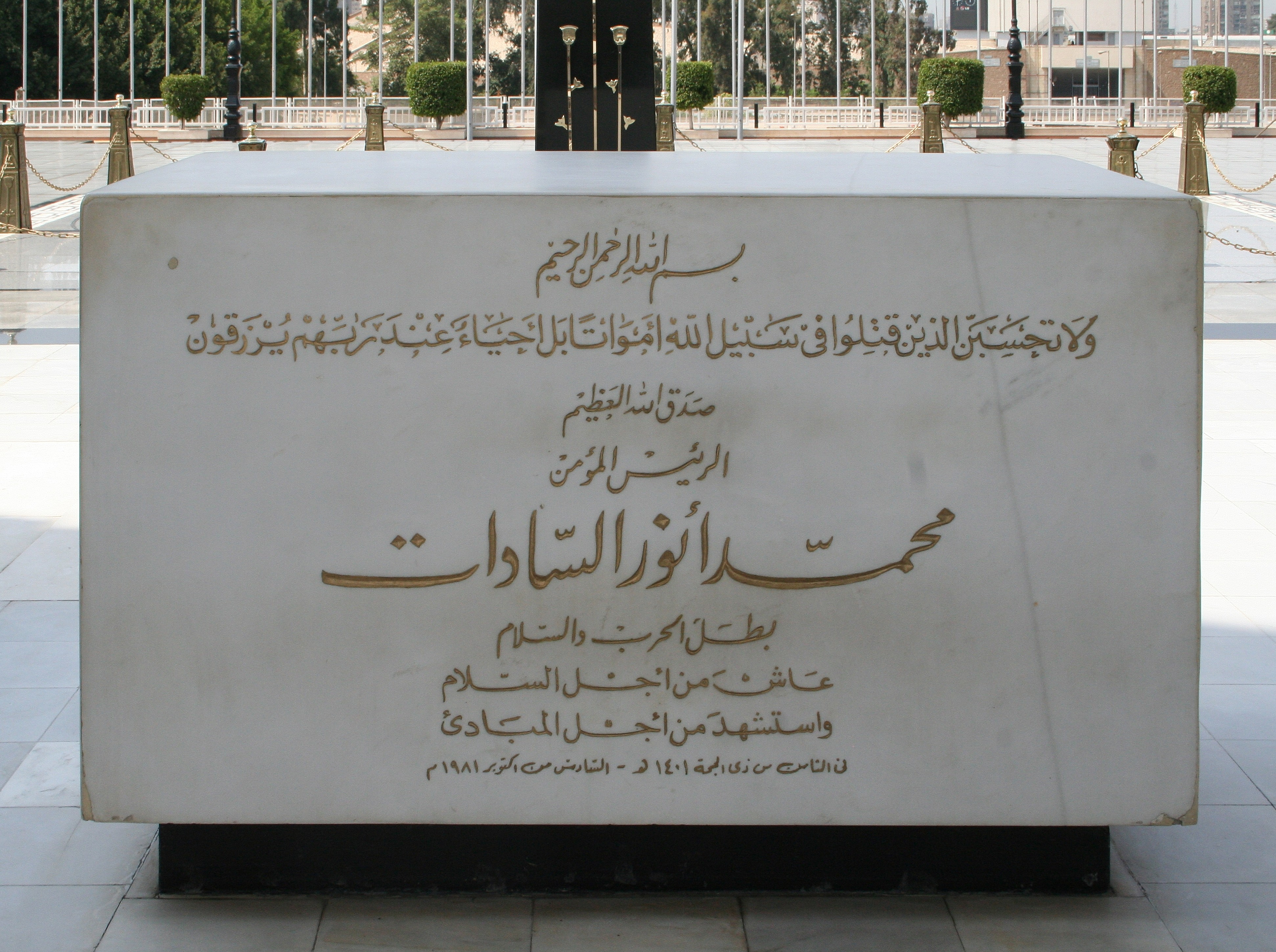
Grób Anwara as-Sadata w kompleksie Grobu Nieznanego Żołnierza w Kairze

Pozornie as-Sadat kontrolował całokształt sytuacji politycznej w państwie. Nie zdawał sobie sprawy z przygotowywanego przeciwko niemu (jak i przeciwko grupie ludzi z elity rządowej) zamachowi. Jego organizatorem była radykalna organizacja islamska Egipski Dżihad kierowana przez Chalida Ahmada Szaukiego al-Istambulego, porucznika artylerii.
Zamachu dokonano 6 października 1981 roku, podczas parady z okazji rocznicy przekroczenia przez egipską armię Kanału Sueskiego w czasie wojny Jom Kippur. Prezydent siedzący na trybunie honorowej, w towarzystwie wiceprezydenta Mubaraka oraz ministra obrony Abd al-Halima Abu Ghazali, był chroniony przez osobistych ochroniarzy i gwardię. Zamachowcy zdołali dostać się do jednej z ciężarówek wojskowych uczestniczących w paradzie w zastępstwie urlopowanej przez Istambulego załogi pojazdu. W momencie, gdy uwaga obserwatorów skupiona była na pokazach lotnictwa, ciężarówka zatrzymała się przed trybuną honorową. Zamachowcy obrzucili ją granatami i oddali serię strzałów z broni automatycznej w kierunku prezydenta i towarzyszących mu osób. Zginęło sześć osób, dwadzieścia osiem (w tym wiceprezydent Mubarak) odniosło rany. Anwar as-Sadat zmarł wskutek odniesionych ran po kilku godzinach od zamachu.
Następcą as-Sadata został dotychczasowy wiceprezydent Husni Mubarak. Wbrew planom zamachowców, zabójstwo prezydenta nie zapoczątkowało ogólnokrajowego powstania, jedynie w Asjucie doszło do krótkotrwałego, łatwo stłumionego przez wojsko wystąpienia islamistów. Zamachowcy 6 października zostali osądzeni, skazani na śmierć i rozstrzelani.

## Życie prywatne
Anwar as-Sadat był dwukrotnie żonaty. Pierwszy raz ożenił się w wieku 24 lat z pochodzącą ze wsi Ihsan Madi; ze związku tego przyszły na świat trzy córki. Małżeństwo to zakończyło się w 1947 rozwodem. W 1950 ożenił się po raz drugi z siedemnastoletnią Dżihan Safwat Ra’uf. Druga żona as-Sadata odgrywała znaczącą rolę w okresie jego prezydentury, miała duży wpływ na męża, a gdy zyskał on znaczną popularność w społeczeństwie w 1974 rozwinęła szeroką działalność publiczną. Działała na rzecz emancypacji kobiet i prowadziła fundację charytatywną „Wiara i Nadzieja”, którą przejęła po aktorce i śpiewaczce Umm Kulsum.